# IJ (digramma)

IJ, ij

Logo del Rijksmuseum di Amsterdam

L'IJ (minuscolo ij) è un digramma della lingua olandese delle lettere i e j. Talvolta è considerato una legatura, o addirittura una singola lettera. Anche se nella maggior parte dei tipi di carattere esistono i caratteri specifici Ĳ (unicode U+0132; HTML: &#306) e ĳ (unicode U+0133; HTML: &#307), le due parti che lo compongono sono separate.
Un ij in olandese scritto solitamente rappresenta il dittongo [ɛi]. In olandese standard e nella maggior parte dei dialetti olandesi, esistono due possibili modi di scrivere il dittongo [ɛi]: ij ed ei. Questo causa confusione per chi deve imparare la lingua in quanto dovrà memorizzare quali parole scrivere con ei e quali con ij. Per distinguerle vengono definite ei corta la prima e ij lunga la seconda. In alcuni dialetti olandesi, specificatamente in fiammingo occidentale e zelandese, così come nel dialetto del basso sassone parlato nei Paesi Bassi, il nederlands nedersaksisch, la differenza di pronuncia tra ei e ij viene mantenuta.

Le parole "ijsvrij" e "yoghurt" scritte in diversi modi. A seconda dei caratteri utilizzati IJ e Y possono apparire quasi identici o molto diversi.

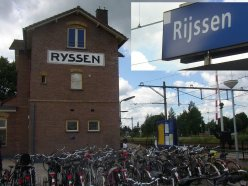
Il nome di una stazione ferroviaria scritto sia con IJ che con Y

L'ij rappresentava originariamente una i lunga. Questo può essere riscontrato nell'etimologia di alcune parole in olandese. L'IJ differisce dalla lettera Y. In passato era comune scrivere Y al posto di IJ, specialmente scrivendo in maiuscolo. Infatti questo era il modo ufficiale di scrivere all'inizio del XIX secolo. In olandese la lettera Y si può trovare solo in parole in prestito linguistico, nei nomi propri, o come varianti di parole derivate dall'olandese arcaico. In afrikaans, lingua derivata dall'olandese, la lettera Y ha completamente sostituito l'IJ. Inoltre, esiste la tendenza ad inglesizzare i nomi olandesi contenenti IJ sostituendoci Y. Tale fenomeno è stato particolarmente diffuso tra gli immigrati olandesi negli Stati Uniti, Canada e Australia ed è riscontrabile ancora oggi attraverso l'erronea scrittura di alcuni nomi olandesi:
- Johan Cruijff/Cruyff, ex-calciatore e manager;
- Ruud van Nistelrooij/Nistelrooy, calciatore;
- Dirk Kuijt/Kuyt, calciatore;
- Arie Luijendijk/Luyendyk, pilota automobilistico;
- Spijker/Spyker, produttore di automobili.